# Tell Umm el-'Amr
Tell Umm el-'Amr, ook bekend als Tell Umm Amer, is een archeologische vindplaats bij het vluchtelingenkamp Nuseirat, gouvernement Deir al-Balah in de Palestijnse Gazastrook.

## Locatie
Tell Umm el-ʿAmr ligt in de duinlandschappen ten zuiden van de monding van de Wadi Ghazzeh in het gebied van het Al Nusairat vluchtelingenkamp, ongeveer acht kilometer ten zuiden van de stad Gaza. De afstand tot de Middellandse Zeekust is enkele honderden meters. In het oosten, zuidoosten en zuiden van de site Tell Umm el-'Amr liggen palmbossen die een grens vormen met de naburige stad Deir al-Balah. De archeologische site heeft een oppervlakte van ongeveer 4,6 hectare.

## Geschiedenis
De site Tell Umm el-'Amr werd in 1999 ontdekt door lokale archeologen. De site was actief van de 4e tot de 8e eeuw en bevat christelijke artefacten. Momenteel bestaat de site uit het klooster van Sint-Hilarion, religieuze gebouwen (bv. kerk, kloostergang) en alle bijgebouwen die nodig waren voor het leven van de monniken (bv. diverse kamers, slaapzaal). Daarnaast vonden de archeologen een hotelcomplex en baden die waarschijnlijk gebruikt werden door pelgrims. Het Sint-Hilarionklooster is gewijd aan Hilarion van Gaza.

## Behoud en bescherming
In 2013 werd een fondsenwerving gestart om opgravingen op de site te kunnen uitvoeren en beschermingsmaatregelen te kunnen treffen.
In 2024 werd een aanvraag ingediend voor de status van UNESCO-werelderfgoed. Op 26 juli 2024 tijdens de 46e sessie van de UNESCO Commissie voor het Werelderfgoed die vergaderde in New Delhi in India werd de site met een oppervlakte van 1,33 hectare en een bufferzone van 7,32 hectare erkend als cultureel werelderfgoed en gelijktijdig toegevoegd aan lijst van bedreigd werelderfgoed.
Het klooster en de archeologische site werden erkend omdat de ruïnes van het klooster van Sint-Hilarion / Tell Umm Amer, gelegen aan de kustduinen in de gemeente Nuseirat, een van de vroegste kloosters in het Midden-Oosten vertegenwoordigen, daterend uit de 4e eeuw. Gesticht door de heilige Hilarion, begon het klooster met eenzame kluizenaars en evolueerde het naar een coenobitische gemeenschap. Het was de eerste kloostergemeenschap in het Heilige Land en legde de basis voor de verspreiding van monastieke praktijken in de regio. Het klooster nam een strategische positie in op het kruispunt van belangrijke handels- en communicatieroutes tussen Azië en Afrika. Deze toplocatie faciliteerde zijn rol als een centrum van religieuze, culturele en economische uitwisseling, en was een voorbeeld van de bloei van monastieke woestijncentra tijdens de Byzantijnse periode.